# Julia Zahra/Diskografie
Diese Diskografie ist eine Übersicht über die musikalischen Werke der niederländischen Singer-Songwriterin Julia Zahra und ihres Pseudonyms Julia van der Toorn. Ihre erfolgreichste Veröffentlichung ist das selbstbetitelte Debütalbum, das zum Top-10-Album in den Niederlanden avancierte.

## Alben

### Studioalben
| Jahr                    | Titel Musiklabel                | Höchstplatzierung, Gesamtwochen, AuszeichnungChartsChartplatzierungen (Jahr, Titel, Musiklabel, Platzierungen, Wochen, Auszeichnungen, Anmerkungen) | Anmerkungen                           |
| Jahr                    | Titel Musiklabel                | NL | Anmerkungen                           |
| ----------------------- | ------------------------------- | --- | ------------------------------------- |
| als Julia van der Toorn |                                 | |                                       |
|                         |                                 | |                                       |
| 2014                    | Julia van der Toorn 8ball Music | NL3 (12 Wo.)NL | Erstveröffentlichung: 10. Januar 2014 |
| als Julia Zahra         |                                 | |                                       |
|                         |                                 | |                                       |
| 2021                    | Remedy Zip Records              | — | Erstveröffentlichung: 5. März 2021    |

### EPs
| Jahr | Titel Musiklabel                                        | Anmerkungen                            |
| ---- | ------------------------------------------------------- | -------------------------------------- |
| 2017 | Something New BMG Talpa Music                           | Erstveröffentlichung: 6. Dezember 2017 |
| 2020 | Live Recordings from the Remedy Tour Redwood Recordings | Erstveröffentlichung: 14. Mai 2020     |

## Singles
| Jahr | Titel Album                                 | Höchstplatzierung, Gesamtwochen, AuszeichnungChartsChartplatzierungen (Jahr, Titel, Album, Platzierungen, Wochen, Auszeichnungen, Anmerkungen) | Anmerkungen                                                      |
| Jahr | Titel Album                                 | NL | Anmerkungen                                                      |
| ---- | ------------------------------------------- | --- | ---------------------------------------------------------------- |
| 2013 | Oops! I Did It Again 8ball Music BV         | NL5 (14 Wo.)NL | Erstveröffentlichung: 14. September 2013 als Julia van der Toorn |
| 2013 | Man Down Talpa Content BV                   | — | Erstveröffentlichung: 7. Dezember 2013 als Julia van der Toorn   |
| 2013 | All Of Me Talpa Content BV                  | — | Erstveröffentlichung: 14. Dezember 2013 als Julia van der Toorn  |
| 2013 | Age Talpa Content BV                        | — | Erstveröffentlichung: 21. Dezember 2013 als Julia van der Toorn  |
| 2014 | Empire State Of Mind 8ball Music BV         | — | Erstveröffentlichung: 18. Januar 2014 als Julia van der Toorn    |
| 2014 | You and I 8ball Music BV                    | — | als Julia van der Toorn                                          |
| 2014 | Feel like Falling 8ball Music BV            | — | als Julia van der Toorn                                          |
| 2015 | Just An Illusion Cornelis Music BV          | — | Erstveröffentlichung: 27. Juni 2015                              |
| 2016 | Geen Held 8ball Music BV                    | — | Erstveröffentlichung: 1. April 2016                              |
| 2016 | Ik Blijf Bij Jou 8ball Music BV             | — | Erstveröffentlichung: 17. Juni 2016                              |
| 2016 | Met Mijn Ogen Open 8ball Music BV           | — | Erstveröffentlichung: 12. August 2016                            |
| 2018 | Something New (Dawnley Remix) Something New | — | Erstveröffentlichung: 17. August 2018                            |
| 2019 | Do You –                                    | — | Erstveröffentlichung: 8. März 2019                               |
| 2019 | Another Way –                               | — | Erstveröffentlichung: 25. Oktober 2019                           |
| 2020 | Tired Remedy                                | — | Erstveröffentlichung: 19. Juni 2020                              |
| 2020 | Remedy                                      | — | Erstveröffentlichung: 13. November 2020                          |
| 2021 | Love Reaction Remedy                        | — | Erstveröffentlichung: 1. Januar 2021                             |
| 2021 | Indiana Remedy                              | — | Erstveröffentlichung: 5. Februar 2021                            |
| 2021 | Who You Wanna Be Remedy                     | — | Erstveröffentlichung: 11. Juni 2021                              |
| 2022 | Magic –                                     | — | Erstveröffentlichung: 31. Januar 2022 mit Sabrina Starke         |
| 2023 | No Woman, No Cry –                          | — | Erstveröffentlichung: 14. April 2023 Original: Bob Marley        |
| 2023 | Home Again –                                | — | Erstveröffentlichung: 20. April 2023                             |
| 2024 | Softness Julia Zahra                        | — | Erstveröffentlichung: 10. Mai 2024                               |
| 2024 | Horizon Sweetfish Distribution              | — | Erstveröffentlichung: 19. Juli 2024 mit ANDRO                    |
| 2025 | Fall into Love Julia Zahra                  | — | Erstveröffentlichung: 20. März 2025                              |

## Musikvideos
| Jahr | Titel         | Regie        |
| ---- | ------------- | ------------ |
| 2021 | Love Reaction | Renée Meijer |

## Statistik

### Chartauswertung
|                     | NL    |
| ------------------- | ----- |
| Nummer-eins-Alben   | NL—NL |
| Top-10-Alben        | NL1NL |
| Alben in den Charts | NL1NL |

|                       | NL    |
| --------------------- | ----- |
| Nummer-eins-Singles   | NL—NL |
| Top-10-Singles        | NL1NL |
| Singles in den Charts | NL1NL |